# Chevrières, Loire
Chevrières là một xã trong tỉnh Loire miền trung nước Pháp.